# The Lure of the Footlights (film 1912 Buckland)
The Lure of the Footlights è un cortometraggio muto del 1912 diretto da Warwick Buckland.
Si conoscono pochi dati del film che, prodotto dalla Hepworth, fu distrutto nel 1924 dallo stesso produttore. Cecil M. Hepworth, in gravi difficoltà finanziarie, giunse a tanto per poter recuperare il nitrato d'argento della pellicola.

## Trama
La moglie di un chirurgo lascia il marito per intraprendere la carriera di cantante. Lo ritroverà dopo un incidente di macchina di cui è rimasta vittima.

## Produzione
Il film fu prodotto dalla Hepworth.

## Distribuzione
Distribuito dalla Hepworth, il film - un cortometraggio di una bobina - uscì nelle sale cinematografiche britanniche il 23 maggio 1912.